# 洲羽国造
洲羽国造（すわのくにのみやつこ、すわこくぞう）は、偽書である『先代旧事本紀大成経』のみに名前が見える架空の国造である。
大成経や、大成経に影響を受けた書物以外に洲羽国造の存在を記したものは存在せず、那須国造の誤記とされる。

## 概要

### 表記
『先代旧事本紀大成経』国造本紀に洲羽国造との記載があり、大成経に影響を受けた書物以外の資料には洲羽国造は見られない。

### 実在性
新野直吉は、「文字表記は問わず諏訪国造は存在しなかった」と主張し、佐藤雄一は、「疑似的同族関係を築いていた科野国造のうちの1氏族であった」と結論づけた。

### 祖先
- 山梨県北杜市に鎮座する諏訪神社中社や『甲斐国史』の伝承では、崇神朝に建沼河別命が西域の地に封ぜられ、その孫の大臣命が須羽国造に任命されたするが、これは『先代旧事本紀』国造本紀に見える「那須国造大臣命」の誤りである[1]。

## 本拠
科野国の古墳造営は、4世紀前期から始まる埴科古墳群など千曲川流域の北信（科野国造の支配領域）と、5世紀後半から始まる飯田古墳群など天竜川流域の南信（高森町以南）が中心であるため、諏訪に国造が置かれた可能性は否定されている。

### 支配領域
律令制の後、信濃国から一時諏訪国が分立したことがあり、これが旧諏訪の領域とされる。
弥生時代から古墳時代にかけての科野は、更級・埴科を中心とした千曲川流域であり、県内最大の前方後円墳で科野の大王の墳墓と目されている森将軍塚古墳を筆頭とした埴科古墳群が残されている現在の千曲市（旧更埴市）から川柳将軍塚古墳のある長野市南部（旧更級郡）にかけての一帯が科野の中心（科野国造）であったとされる。一方諏訪地域に前方後円墳が造営されるのは下諏訪町の下諏訪青塚古墳が唯一であり、この古墳は下社奉斎氏族の大祝金刺氏（多氏同系）の奥津城と考えられる。

## 脚註